# Perpignan-5 (kanton)
Perpignan-5 er en fransk kanton beliggende i departementet Pyrénées-Orientales i regionen Occitanie. Kantonen blev udvidet med Canohès pr. dekret 26. februar 2014. Hele kantonen ligger i Arrondissement Perpignan. Hovedby er Perpignan.
Perpignan-5 består af 2 kommuner :
- Perpignan - den sydvestlige del af kommunen
- Canohès

## Historie
Kantonen blev etableret 16. august 1973.